# Michael Adami
Michael Adami, magyaros írásmóddal Adami Mihály (Medgyes, Erdély, ? – Kisselyk, 1716.) evangélikus lelkész.

## Élete
Teológiai tanulmányait Lipcsében végezte 1690-ben. Disszertációjának címe Dissertatio philologico-philosophico-theologica de potentia Dei. Visszatérve hazájába, a papi pályán előbb mint segéd működött, azután Szeretfalvára hívták meg lelkésznek. 1703. január 1-jén Kistoronyba ment, ahol 1710-ig működött, majd Kisselyken lett evangélikus lelkész. Itt halt meg 1716-ban.